# Björn Goldschmidt
Björn Goldschmidt, född den 3 december 1979 i Karlsruhe, Tyskland, är en tysk kanotist.
Han tog OS-brons i K-4 1000 meter i samband med de olympiska kanottävlingarna 2008 i Peking.